# Pirtleville, Arizona
Pirtleville, Arizona (енгл. Pirtleville) насељено је место без административног статуса у америчкој савезној држави Аризона.

## Демографија
По попису из 2010. године број становника је 1.744, што је 194 (12,5%) становника више него 2000. године.
| Група             | 2000.         | 2010.         |
| Белци             | 56 (3,6%)     | 62 (3,6%)     |
| Афроамериканци    | 10 (0,6%)     | 12 (0,7%)     |
| Азијати           | 8 (0,5%)      | 4 (0,2%)      |
| Хиспаноамериканци | 1.473 (95,0%) | 1.662 (95,3%) |
| Укупно            | 1.550         | 1.744         |